# هرم النظام الغذائي لأمريكا اللاتينية
هرم النظام الغذائي لأمريكا اللاتينية هو دليل التغذية الذي تم تطويره من قبل الطرق القديمه والمستشارين العلميين من كلية هارفارد للصحة العامة، وكلية بايلور للطب، واللجنة العلمية لقمة أمريكا اللاتينية في عام 2005. وهو نظام غذائي قائم على التقاليد يقترح أنواع وتواتر الأطعمة التي يجب الاستمتاع بها كل يوم.
ويستند هذا الهرم على فترتين تاريخيتين متميزتين من تطور الطهي لشعوب قارة أمريكا الجنوبية.
تصف الفترة الأولى التقاليد الغذائية للمناطق التي يسكنها بشكل أساسي ثلاث ثقافات عالية من الأمريكيين اللاتينيين الأصليين: الأزتيك والإنكا والمايا. تصف الفترة الثانية التقاليد الغذائية التي ظهرت بعد وصول كولومبوس، في حوالي 1500 ، إلى الوقت الحاضر. الأنماط الغذائية التي يتبعها اليوم شعب أمريكا اللاتينية تجد جذورها في كل من أنماط الطهي التاريخية هذه.
اختيار هذه الشعوب وهذه الفترات الزمنية كأساس للتصميم من هذه الاعتبارات:
1. اتساق مع أنماط الفئات السكانية الصحية الأخرى في العالم
2. توافر البيانات التي تصف طبيعة أنماط استهلاك الأغذية في المناطق في ذلك الوقت
3. التقارب بين الأنماط الغذائية التي كشفت عنها هذه البيانات وفهمنا الحالي للتغذية المثلى على أساس الدراسات الوبائية والتجارب السريرية على مستوى العالم.

وقد كانت هناك تقليديا اختلافات في هذه الوجبات الغذائية في أجزاء أخرى من أمريكا الوسطى وأمريكا الجنوبية ومنطقة البحر الكاريبي والحافة الجنوبية للولايات المتحدة. ولأغراض هذا البحث، تعتبر المناطق المذكورة أعلاه جزءا من أمريكا اللاتينية. وهي ترتبط ارتباطا وثيقا بالمناطق التقليدية من الذرة والبطاطا والفول السوداني وزراعة الفول الجاف في منطقة أمريكا الجنوبية
وبالنظر إلى هذه البارامترات المحددة بعناية للجغرافيا والوقت، تستخدم عبارة النظام الغذائي التقليدي لأمريكا اللاتينية هنا كاختصار لتلك الوجبات الغذائية التقليدية لهذه المناطق والشعوب خلال فترتين زمنيتين محددتين ترتبطان تاريخيا بصحة جيدة
تصميم هرم النظام الغذائي في أمريكا اللاتينية لا يستند فقط إلى الوزن أو النسبة المئوية للطاقة (السعرات الحرارية) التي تمثلها الأطعمة في النظام الغذائي، ولكن على مزيج من هذه التي تهدف إلى إعطاء نسب نسبية وشعور عام من تكرار وتواتر الحصص، فضلا عن مؤشر إلى الأطعمة التي تفضلها اثناء اتباع نظام غذائي صحي على غرار مطبخ أمريكا اللاتينية.